# Åsa Edlund Jönsson
Åsa Kristina Edlund Jönsson, född 19 juni 1973, tidigare Åsa Edlund, är generalsekreterare i Sveriges olympiska kommitté och journalist. Hon var till och med 2022 chef för SVT sport. 
Som medarbetare vid SVT:s sportsändningar var Edlund Jönssons huvudsakliga arbetsfält  ishockey. Hon var första kvinna att kommentera ishockey i direktsändning i svensk TV. Hon har bland annat specialbevakat Peter Forsberg samt tillsammans med Curt Lundmark kommenterat svenska herrishockeylandslaget. Hon har också varit projektledare för Sportspegeln och SVT:s OS-rapportering.
Den 5 april 2016 meddelades att hon i maj 2016 ersätter Per Yng som chef för SVT Sport. Hon blev därmed första kvinna på denna position.
Den 17 november 2022 meddelades att hon kommer bli ny generalsekreterare för Sveriges Olympiska Kommitté.

### Fotnoter
1. ↑  Åsa Edlund Jönsson och Greta Thunberg tilldelas årets MegAward, Bokmässan, 27 september 2019, läs online.[källa från Wikidata]
2. ↑  Catarina Wilson (5 april 2016). ”Åsa Edlund Jönsson ny chef för SVT Sport”. SVT Sport. http://www.svt.se/sport/svt-sport/asa-edlund-jonsson-ny-chef-pa-svt-sport/. Läst 5 april 2016.
3. ↑  Johan Kristensen (5 april 2016). ”Kungsholmsbo tar över SVT sport – första kvinnan på posten”. mitti.se. Arkiverad från originalet den 5 april 2016. https://archive.is/20160405165134/https://mitti.se/hon-tar-over-svt-sport-forsta-kvinnan-pa-posten/. Läst 5 april 2016.
4. ↑  ”Hon blir ny generalsekreterare för SOK”. sok.se. https://sok.se/pressmeddelanden/2022-11-17-hon-blir-ny-generalsekreterare-for-sok.html. Läst 8 februari 2023.